# 메트로 2035
《메트로 2035》(Метро 2035)는 러시아의 작가이자 언론인인 드미트리 글루홉스키가 2015년에 쓴 포스트 아포칼립스 소설이다.